# La Guérinière
La Guérinière è un comune francese di 1 543 abitanti situato nel dipartimento della Vandea, nella regione dei Paesi della Loira.

## Società

### Evoluzione demografica
Abitanti censiti